# Ilam (provincie)
Ilam (Perzisch: استان ایلام, Ostān-e Īlām) is een van de 31 provincies van Iran. De provincie is gelegen in het zuidwesten van het land en de oppervlakte beslaat 20.133 km². De hoofdstad van deze provincie is Īlām.
Andere steden zijn:
- Mehran
- Dehloran
- Dareh Shahr
- Shirvan Va Chardavol
- Malek Shahi
- Aivan
- Abdanan

Alborz · Ardebil · Oost-Azerbeidzjan · West-Azerbeidzjan · Bushehr · Chahar Mahaal en Bakhtiari · Fars · Gilan · Golestan · Hamadan · Hormozgan · Ilam · Isfahan · Kerman · Kermanshah · Noord-Khorasan · Razavi-Khorasan · Zuid-Khorasan · Khoezistan · Kohgiluyeh en Boyer Ahmad · Kordestan · Lorestan · Markazi · Mazandaran · Qazvin · Qom · Semnan · Sistan en Beloetsjistan · Teheran · Yazd · Zanjan